# Liste von Behörden in Ruanda
Das Folgende ist eine Liste von Regierungsbehörden in Ruanda:

## Bildungswesen
- Higher Education Council (HEC)
- National Examination and School Inspection Authority (NESA)
- Rwanda Basic Education Board (REB)
- Rwanda TVET Board (RTB)

## Gesundheitswesen
- Rwanda Food and Drugs Authority (RFDA)
- Rwanda Biomedical Centre (RBC)

## Kommunikation und Medien
- National Post Office (NPA)
- Rwanda Broadcasting Agency (RBA)

## Land- und Forstwirtschaft
- National Agricultural Export Development Board (NAEB)
- Rwanda Agriculture and Animal Resources Development Board (RAB)
- Rwanda Forestry Authority (RFA)

## Recht
- National Commission for Human Rights
- National Public Prosecution Authority (NPPA)
- Rwanda Law Reform Commission (RLRC)

## Verkehr
- Rwanda Civil Aviation Authority (RCAA)
- Rwanda Transport Development Agency (RTDA)

## Wirtschaft
- Capital Market Authority (CMA)
- National Industrial Research Development Agency (NIRDA)
- Rwanda Cooperative Agency (RCA)
- Rwanda Development Board (RDB)
- Rwanda Inspectorate, Competition and Consumer Protection Authority (RICA)
- Rwanda Revenue Authority (RRA)
- Rwanda Standard Board (RSB)
- Rwanda Utilities Regulatory Authority (RURA)

## Weitere
- Financial Intelligence Centre (FIC)
- Local Administrative Entities Development Agency (LODA)
- National Child Development Agency (NCDA)
- National Identification Agency (NIA)
- National Institute of Statistics of Rwanda (NISR)
- National Land Authority (NLA)
- National Rehabilitation Service (NRS)
- Rwanda Correctional Service (RCS)
- Rwanda Cultural Heritage Academy (RCHA)
- Rwanda Demobilisation and Reintegration Commission (RDRC)
- Rwanda Environment Management Authority (REMA)
- Rwanda Forensic Institute (RFI)
- Rwanda Housing Authority (RHA)
- Rwanda Information Society Authority (RISA)
- Rwanda Investigation Bureau
- Rwanda Meteorology Agency
- Rwanda National Police (RNP)
- Rwanda Water Resources Board (RWB)

## Ehemalige Behörden
- Institute of National Museums of Rwanda (INMR) – aufgegangen in Rwanda Cultural Heritage Academy (RCHA)
- Rwanda Academy of Language and Culture – aufgegangen in Rwanda Cultural Heritage Academy (RCHA)
- Rwanda Archives and Library Services – aufgegangen in Rwanda Cultural Heritage Academy (RCHA)